# ریجیتسا
ریجیتسا (به صربی: Riđica) یک منطقهٔ مسکونی در صربستان است که در ناحیه بایایی واقع شده‌است. ریجیتسا ۲٬۵۹۰ نفر جمعیت دارد.